# Comuna Kaciurivka, Bârzula
Kaciurivka (în ucraineană Качурівка) este o comună în raionul Bârzula, regiunea Odesa, Ucraina, formată din satele Kaciurivka (reședința), Obrocine, Poplavka și Velîka Kindrativka.

## Demografie
Componența lingvistică a comunei Kaciurivka
     Ucraineană (85,17%)
     Română (11,61%)
     Rusă (2,63%)
     Alte limbi (0,39%)
Conform recensământului din 2001, majoritatea populației comunei Kaciurivka era vorbitoare de ucraineană (85,17%), existând în minoritate și vorbitori de română (11,61%) și rusă (2,63%).